# Чемпіонат Німеччини з хокею 1932
Чемпіонат Німеччини з хокею 1932 — 16-й регулярний чемпіонат Німеччини з хокею, чемпіоном став клуб СК Берлін.
Перші матчі чемпіонату проходили 9 та 10 січня 1932 року на озері Ріссерзеє в містечку Гарміш-Партенкірхен.

## Зіграні матчі
- СК Берлін — СК Ріссерзеє 0:0
- СК Берлін — Мюнхенер ЕВ 4:1
- СК Ріссерзеє — Мюнхенер ЕВ 1:1

## Підсумкова таблиця
| М  | Команда      | І | Пер | Н | Пор | Ш   | О |
| -- | ------------ | - | --- | - | --- | --- | - |
| 1. | СК Берлін    | 2 | 1   | 1 | 0   | 4:1 | 3 |
| 2. | СК Ріссерзеє | 2 | 0   | 2 | 0   | 1:1 | 2 |
| 3. | Мюнхенер ЕВ  | 2 | 0   | 1 | 1   | 2:5 | 1 |

Скорочення: М = підсумкове місце, І = ігри, Пер = перемоги, Н = нічиї, Пор = поразки, Ш = закинуті та пропущені шайби, О = набрані очки

## Склад чемпіонів
Склад СК Берлін: Древіц, Шрупп, Орбановські, Еріх Ремер, Руді Бол, Вернер Корфф, Густаф Єнеке, Шойблайн, Траутманн, Кюн.